# Louis Calhern
Louis Calhern (ur. 19 lutego 1895, zm. 12 maja 1956) – amerykański aktor filmowy.

## Wybrana filmografia
- 1921: What's Worth While? jako Squire Elton
- 1923: Ostatnia chwila jako Harry Gaines
- 1932: Sing Sing
- 1934: Hrabia Monte Christo jako Raymond de Villefort Jr.
- 1943: Niebiosa mogą zaczekać jako Randolph Van Cleve, ojciec
- 1946: Osławiona jako Paul Prescott, oficer United States Secret Service
- 1950: The Magnificent Yankee jako Oliver Wendell Holmes
- 1950: Asfaltowa Dżungla jako Emmerich[1]
- 1950: Rekord Annie
- 1954: Rada nadzorcza jako George Nyle Caswell
- 1953: Juliusz Cezar jako Juliusz Cezar
- 1955: Szkolna dżungla jako Jim Murdock
- 1956: Wyższe sfery jako wujek Willie

## Nagrody i nominacje
Za rolę Olivera Wendella Holmesa w filmie The Magnificent Yankee został nominowany do Oscara.